# Kerrighed
Kerrighed est un logiciel libre sous licence GPL. Il permet de gérer un cluster en tant que machine unique (un « serveur SMP virtuel », combinant ainsi simplicité d'exploitation et capacité de calcul. Le projet a été mis en place en octobre 1998, à l'INRIA. Depuis 2006, le projet est principalement développé par la société Kerlabs.

## Présentation
Kerrighed est un système d'exploitation à image unique qui étend les fonctionnalités et l'interface de Linux à l'échelle d'un groupe d'ordinateurs. Il permet une totale agrégation des ressources processeurs, mémoires, entrées/sorties, etc. De telle sorte que les utilisateurs ne voient qu'une seule et même machine, dotée de jusqu'à 256 processeurs.

## Fonctionnalités
Kerrighed est développé principalement pour des applications scientifiques parallèles, à qui il permet d'avoir accès à une plus grande puissance de calcul. De telles applications peuvent utiliser les programmes suivants: OpenMP, Message Passing Interface, ou alors Posix multithreaded.
Les fonctionnalités de Kerrighed comportent :
- gestion globale des processus ;
  - identifiant de processus unique sur le cluster,
  - migration de processus, avec fichiers ouverts, pipes, sockets, segments de mémoire partagée, etc.
  - ordonnanceur global de processus, « à la MOSIX »,
  - interfaces UNIX de gestions de processus pour l'ensemble du cluster,
  - ordonnanceur distribué adaptable,
- gestion globale de la mémoire;
  - prise en compte des segments de mémoires distribués système V,
  - injection en mémoire (expérimental)
- redémarrage / contrôle ;
  - de processus uniques,
  - d'applications (expérimental)
- Architecture ;
  - support de SMP / machines multicœurs
  - support des architectures x86_64